# Arie Verrips
Arie Verrips is van oorsprong een Nederlandse zeeman op de grote vaart en
machinist. Vooral in Utrecht is hij bekend als meteoroloog.
Verrips schrijft over het weer en de natuur, onder meer als redactielid van het tijdschrift HetWeermagazine en op websites. Hij was de vaste weerman van RTV Utrecht. Van 18 april 2005 tot en met 27 maart 2009 presenteerde hij elke werkdag het weer in het tv-programma U Vandaag, steeds vanaf een andere locatie in de provincie Utrecht. Op werkdagen verzorgde Verrips tot 1 april 2021 gedurende de dag zesmaal een weerpraatje met eenmaal een weerspreuk even voor het hele uur op de regionale radiozender Radio M Utrecht. Tevens verzorgt hij bij RTV Utrecht uitgebreide internetwerkzaamheden. Verrips werkt bij RTV Utrecht en reed incidenteel nog een dienst als treinmachinist. Af en toe reed hij ook een dienst als trambestuurder tijdens de laatste twee jaar van het bestaan op de lokale tramlijn Houten - Houten Castellum die per 15 december 2008 in verband met spoorverdubbeling ter plaatse moest worden opgeheven.